# Cindy Oak
Cindy Oak (* 21. April 1961 in Livonia, Michigan) ist eine ehemalige Skirennläuferin aus den USA.
Oak gehörte einige Jahre der amerikanischen Ski-Mannschaft an. Am 27. Februar 1982 gewann sie ein Weltcuprennen, die Abfahrt in Aspen, vor Maria Walliser und Torill Fjeldstad. In der gleichen Saison erreichte sie bei den alpinen Skiweltmeisterschaften 1982 in Haus in der Abfahrt den 10. Platz.
Ihre Rennkarriere beendete sie bereits 1985.